# Litsea acutivena
Litsea acutivena är en lagerväxtart som beskrevs av Bunzo Hayata. Litsea acutivena ingår i släktet Litsea och familjen lagerväxter. Inga underarter finns listade i Catalogue of Life.